# Vers sa destinée
Pour plus de détails, voir Fiche technique et Distribution.
Vers sa destinée (Young Mr. Lincoln) est un film de procès américain réalisé par John Ford, sorti en 1939.

## Synopsis
Après une introduction en 1832 à New Salem (Illinois), Abraham Lincoln étant alors âgé 23 ans, le film reprend en 1837 à Springfield (Illinois) où Lincoln (Henry Fonda) s’installe comme avocat.  C’est dans cette ville qu’est commis un meurtre dont sont accusés les deux frères Clay (Richard Cromwell et Eddie Quillan) et dont Lincoln prend la défense. Dans ce procès, qui occupe une bonne partie du film, Lincoln arrivera à démasquer le vrai coupable, John Palmer Cass (Ward Bond), qui avait prétendu reconnaitre l’un des deux frères comme étant l’assassin. La dernière image du film montre Lincoln montant en haut d’une colline tandis que la photo de sa statue au Lincoln Memorial à Washington D.C. remplace celle d’Henry Fonda.

## Fiche technique
- Titre : Vers sa destinée
- Titre original : Young Mr. Lincoln
- Réalisation : John Ford
- Scénario : Lamar Trotti
- Production : Darryl F. Zanuck et Kenneth Macgowan
- Société de production : Twentieth Century Fox
- Musique : Alfred Newman
- Photographie : Bert Glennon et Arthur C. Miller
- Montage : Walter Thompson
- Pays d'origine :  États-Unis
- Format : Noir et blanc - 1.37:1 - Mono - 35 mm
- Genre : Drame
- Durée : 100 minutes
- Dates de sortie : 
  - États-Unis : 30 mai 1939 (première mondiale à Springfield, Illinois), 9 juin 1939 (sortie nationale)
  - France : 17 août 1939
- Le film a été tourné à Sacramento de mars à avril 1939[1].

## Distribution
- Henry Fonda : Abraham Lincoln
- Alice Brady : Abigail Clay
- Marjorie Weaver : Mary Todd
- Arleen Whelan : Sarah Clay
- Eddie Collins : Efe Turner
- Pauline Moore : Ann Rutledge (en)
- Richard Cromwell : Matt Clay

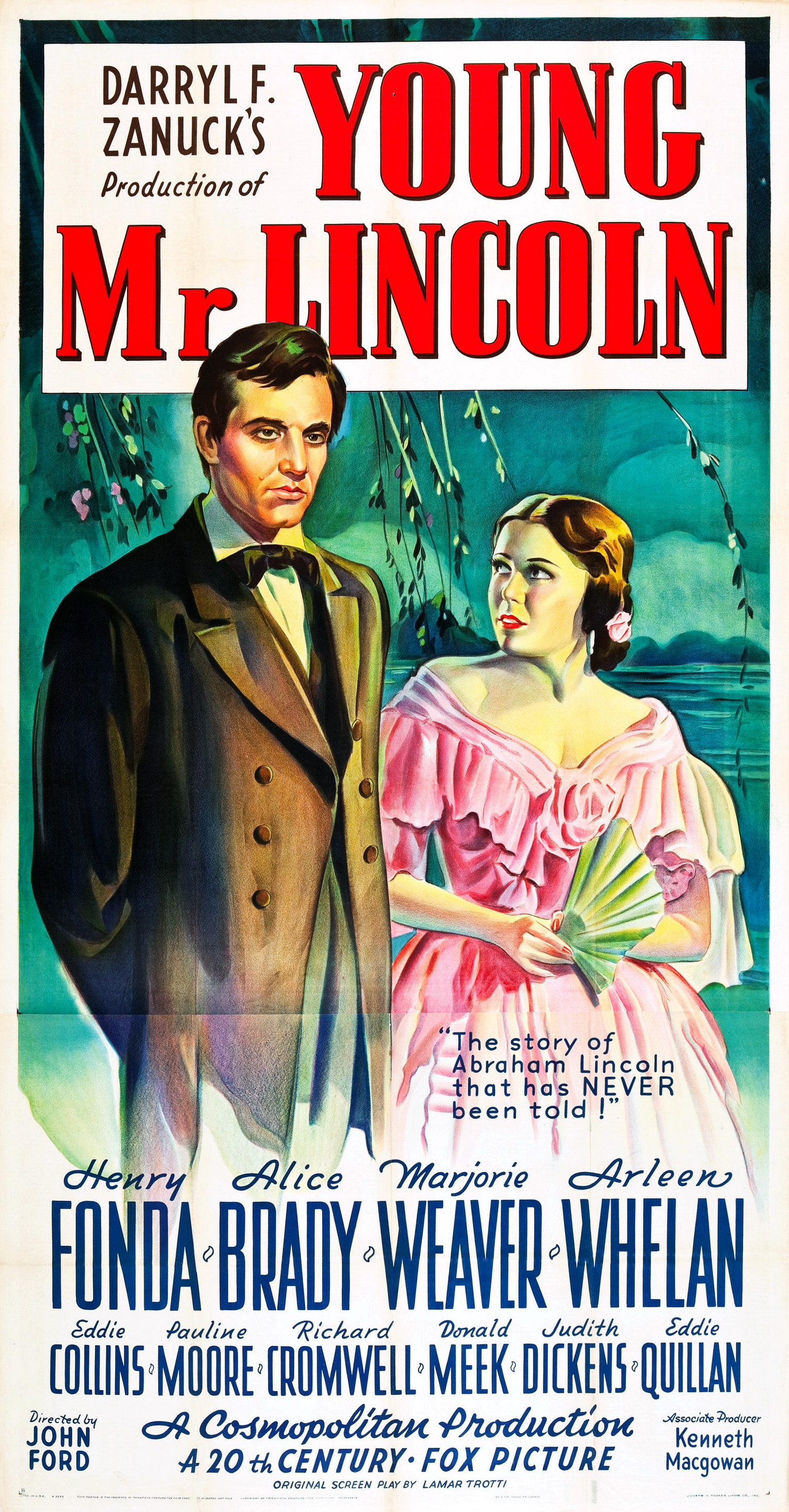
Autre affiche du film.

- Donald Meek : Procureur John Felder
- Dorris Bowdon : Carrie Sue (C'est Judith Dickens, initialement prévue, qui est créditée au générique pour ce rôle)[1]
- Eddie Quillan : Adam Clay
- Spencer Charters : Juge Herbert A. Bell
- Ward Bond : John Palmer Cass

Acteurs non crédités
- Paul E. Burns : le flemmard
- Francis Ford : Sam Boone
- Harold Goodwin : Jeremiah Carter
- Charles Halton : Hawthorne
- Robert Homans : Mr. Clay
- Dickie Jones : Adam Clay enfant
- Jack Kelly : Matt Clay enfant
- Kay Linaker : Mme Edwards
- Robert Lowery : Juré Bill Killian
- Edwin Maxwell : John T. Stuart
- Merrill McCormick : un villageois
- Russell Simpson : Woolridge
- Milburn Stone : Stephen A. Douglas
- Charles Tannen : Ninian Edwards
- Dorothy Vaughan : « Apple Pie » Baker
- Clarence Wilson : Dr. Mason

## Production
Le film est né de la volonté de Darryl F. Zanuck de faire un film sur la jeunesse d'Abraham Lincoln. Dans un premier temps, c'est Irving Cummings qui est envisagé pour le réaliser. John Ford souhaite, avec ce film, montrer la grandeur présente chez Lincoln dès sa jeunesse.

### Choix des interprètes
Tyrone Power est à un moment envisagé pour tenir le rôle de Lincoln.
John Ford propose le rôle à Henry Fonda qui commence par le refuser car il considère que ce serait comme jouer le rôle de Dieu. C'est en lui disant « Vous pensez jouer le sacré grand émancipateur, hein ? C'est uniquement un sacré plouc d'avocat de Springfield ! » que John Ford arrive à le convaincre, après avoir fait des essais de maquillage avec l'acteur.

### Montage
Une scène du film montrant Lincoln, juché sur une mule, passant devant un théâtre où la famille Booth joue Hamlet a été coupée du film. Il avait un échange de regards avec un acteur de cette famille « avec des cheveux noirs, élégant, snob et magnifiquement vêtu ». John Ford a beaucoup regretté que cette scène soit coupée au montage par la production.
Pour préserver ce portrait personnel des coupes et remontages souvent imposés par les producteurs, John Ford ira jusqu'à détruire les chutes du film.[réf. nécessaire]

## Analyse
Le fait que la vie d'Abraham Lincoln sera « sous le sceau de la tragédie » est perceptible dès les premières scènes : Lincoln est heureux avec sa Ann Rutledge, dont il est amoureux, sur les bords du fleuve, puis, à la séquence suivante, il vient parler à la tombe de la jeune femme qui est morte, alors que des blocs de glaces flottent sur le fleuve. Ce fleuve « tourmenté » peut être vu comme l'annonce de la guerre de Sécession qui déchirera le pays.
Après le procès, lorsque Lincoln se rend à l'extérieur, sa silhouette déjà longue semble encore allongée par le fait qu'il porte un chapeau « tuyau de poêle. » C'est par cette image, selon Patrick Brion, qu'il devient perceptible qu'il n'est pas seulement un petit avocat « mais un être d'exception, promis à un destin hors du commun. » L'orage qui gronde sur les dernières images du film préfigure la guerre civile qui arrivera bientôt.

## Commentaire
- Si vous ne connaissez pas le sujet, laissez ce bandeau (vous pouvez alors contacter les auteurs).
- Si vous supprimez le contenu mis en cause (vous pouvez préalablement contacter les auteurs),

argumentez précisément cette suppression dans la page de discussion
(un manque de référence n'est pas un argument ; une recherche réelle de référence doit avoir été effectuée, être formellement documentée).
Vers sa destinée est le deuxième film de John Ford consacré à Abraham Lincoln - il réalise en 1935 Je n'ai pas tué Lincoln (The Prisoner of Shark Island). Le récit porte sur deux épisodes de sa vie. Une introduction se situe en 1832, lorsque Lincoln s'engage dans le parti whig. L'homme est habité, il s'adresse à la foule, nourrit des ambitions politiques mais estime sa culture insuffisante. Il pense trouver sa voie dans le droit. Cette partie s'achève par le décès prématuré d'un amour naissant ce qui l'engage à poursuivre dans son étude du droit. 
Le film fait ensuite un saut de cinq ans. Entre-temps, Abraham Lincoln s'est engagé dans les milices de l'Illinois avec lesquelles il a participé à la guerre contre le chef indien Black Hawk, a étudié le droit seul et s'est inscrit au barreau. Cependant, la seconde partie qui démarre au moment où Lincoln s'installe à Springfield ne fait guère allusion à ces évènements. Elle relate le procès William "Duff" Armstrong au terme duquel Abraham Lincoln obtint l'acquittement de l'accusé. Le scénario fait des écarts avec le déroulement des évènements puisque cette affaire intervient bien plus tard (en 1858) dans la biographie du personnage. Du reste, les faits sont aussi très romancés à l'exception toutefois du rebondissement final qui, lui, est authentique, lorsqu'il établit la preuve de l'innocence de ses clients grâce à un almanach fermier.

## Distinctions
- Oscars du cinéma : nommé pour le meilleur scénario original
- Film inscrit au National Film Registry en 2003